# روان باريت
روان باريت (24 نوفمبر 1972 في كندا - ) هو لاعب كرة سلة كندي في مركز هجوم صغير الجسم. شارك في الألعاب الجامعية الصيفية 1993 وبطولة أمم الأمريكتين لكرة السلة 1993 والألعاب الجامعية الصيفية 1995 وبطولة أمم الأمريكتين لكرة السلة 1997 وبطولة كأس العالم لكرة السلة 1998 ودورة الألعاب الأمريكية 1999 وبطولة أمم الأمريكتين لكرة السلة 1999 والألعاب الأولمبية الصيفية 2000 وبطولة كأس العالم لكرة السلة 2002 ودورة الألعاب الأمريكية 2003 وبطولة أمم الأمريكتين لكرة السلة 2003. ولعب مع أسفيل باسكت وإلان شالون وبالاكانسترو كانتو.

## وصلات خارجية
- روان باريت على موقع الاتحاد الدولي لكرة السلة (الإنجليزية)
- روان باريت على موقع كرة السلة الأوروبية.كوم (الإنجليزية)
- روان باريت على موقع كلية كرة السلة في سبورتس رفرنس.كوم (الإنجليزية)
- روان باريت على موقع ريلجم (الإنجليزية)
- روان باريت على موقع بروبوليرز (الإنجليزية)
- روان باريت على موقع سبورتس رفرنس (الإنجليزية)
- روان باريت على موقع أوليمبيديا (الإنجليزية)